# Penisola di Sadamisaki

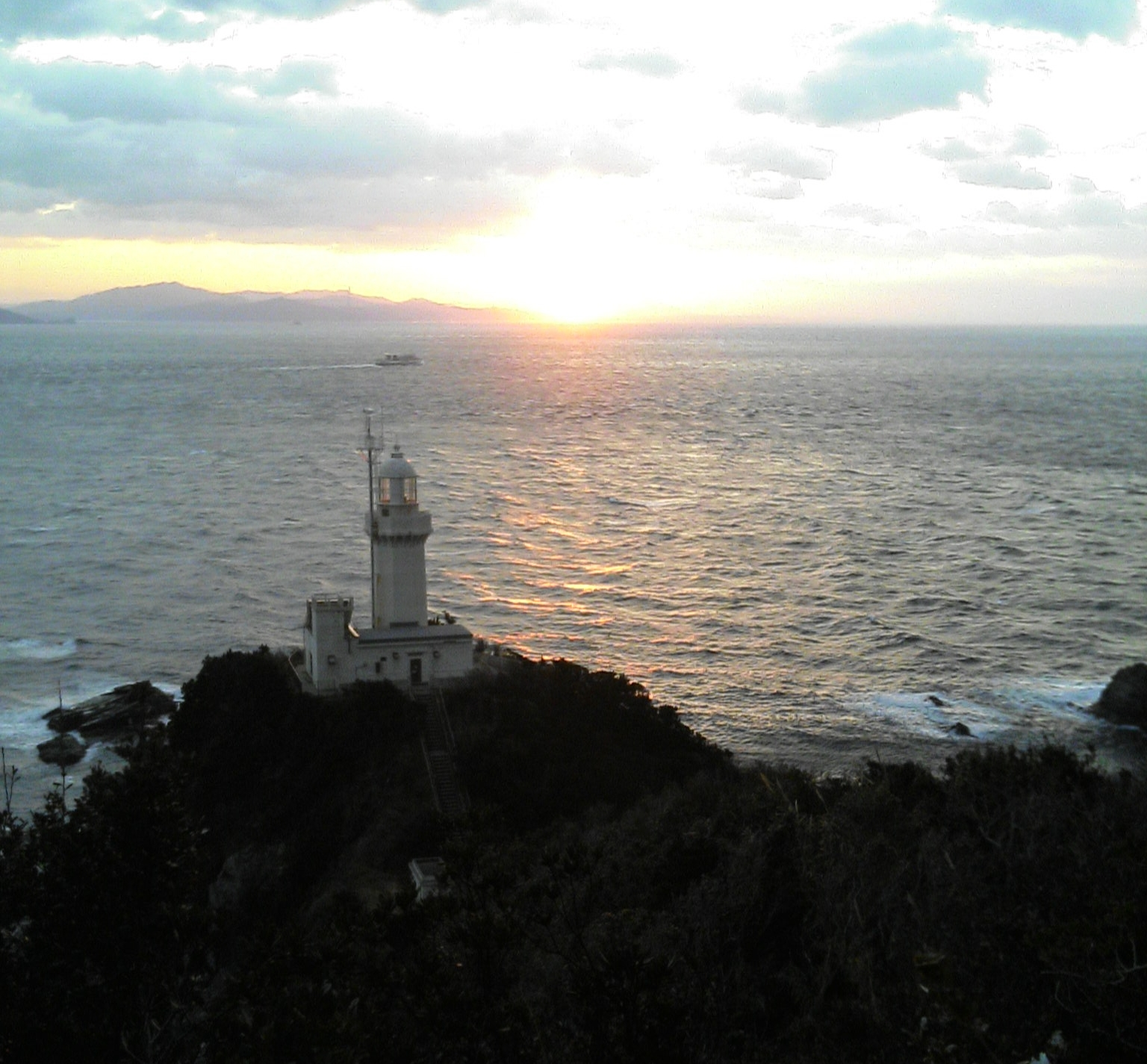
Il faro di Sadamisaki posizionato sulla punta dell'omonima penisola.

La penisola di Sadamisaki (in giapponese 佐田岬半島?, Sadamisaki-hantō), nota anche come penisola di Misaki (三崎半島?, Misaki-hantō), è la parte più occidentale dell'isola di Shikoku ed è anche la più stretta penisola del Giappone. 
Nella penisola si trovano la città di Ikata, che fa parte della prefettura di Ehime, e la centrale nucleare di Ikata.

## Caratteristiche
La penisola di Sadamisaki è la più lunga e stretta del Giappone. Ha una lunghezza di circa 40 km e una larghezza di 6,4 km, che si riducono a soli 0,8 km nel punto più stretto. La superficie totale è di 95 km².
È delimitata a nord dal Mare interno di Seto, a sud dall'Oceano Pacifico e a ovest dallo stretto di Hōyo che separa l'isola di Shikoku dall'isola di Kyūshū. Si estende verso sudest dal entroterra del porto di Yawatahama, seguendo la linea tettonica mediana giapponese.
La presenza delle montagne, del mare e dell'oceano rendono la penisola di Sadamisaki una popolare meta turistica, specialmente in primavera in occasione dell'Hanami, la tradizionale usanza giapponese di ammirare la fioritura del sakura, il fiore di ciliegio.

## Trasporti
La penisola di Sadamisaki è estremamente montuosa, per cui gli spostamenti nella penisola risultavano piuttosto difficoltosi prima della costruzione della strada statale 197. 
È attivo un servizio di traghetti che collega il porto di Misaki, all'estremità della penisola, con la città di Beppu e il porto di Ōita, entrambi nella prefettura di Ōita.